# Phyllarthron bernierianum
Phyllarthron bernierianum là một loài thực vật có hoa trong họ Chùm ớt. Loài này được Seem. miêu tả khoa học đầu tiên năm 1859.